# Phaecasiophora auroraegera
Phaecasiophora auroraegera es una especie de polilla perteneciente al género Phaecasiophora, categorizada en la tribu Olethreutini, de la subfamilia Olethreutinae.

## Distribución
Se distribuye por África: en Madagascar, en la región de Ranomafana.

## Taxonomía
Fue descrita por Diakonoff en 1983. La especie se encuentra registrada y publicada en Annls Soc. ent. Fr. (N.S.) 19: 306.